# Alexander Wöll
Alexander Wöll (* 30. Juni 1968 in Kempten (Allgäu)) ist ein deutscher Slawist und Hochschullehrer. Von Dezember 2014 bis Januar 2018 war er Präsident der Europa-Universität Viadrina in Frankfurt (Oder). Seit Anfang 2018 arbeitet er als Professor für Kultur und Literatur Mittel- und Osteuropas an der Universität Potsdam.

## Leben
Nach dem Besuch der Grundschule in Durach und des humanistischen Carl-von-Linde-Gymnasiums in Kempten studierte Wöll von 1988 bis 1994 Germanistik (mit Schwerpunkt Komparatistik), Geschichte und Slawistik an der Ludwig-Maximilians-Universität München, der Humboldt-Universität Berlin und der Staatlichen Linguistischen Universität Moskau.
1997 promovierte Wöll an der LMU München mit einer Dissertation zum Thema „Doppelgänger. Steinmonument, Spiegelschrift und Usurpation in der russischen Literatur“. Daraufhin arbeitete er als wissenschaftlicher Assistent und war von 2003 bis 2004 mit einem Stipendium der Alexander von Humboldt-Stiftung an der Karls-Universität Prag. Nach seiner Habilitation über Leben und Werk Jakub Demls an der Universität Regensburg lehrte und forschte er dort als Privatdozent. 2007 bis 2008 war er „Lecturer“ für tschechische, slowakische und russische Philologie (Sprache, Kultur, Literatur) an der Universität Oxford. Einen Ruf an die schottische University of St Andrews im Jahr 2008 lehnte er ab und nahm im gleichen Jahr stattdessen eine Professur an der Philosophischen Fakultät der Ernst-Moritz-Arndt-Universität Greifswald an. Wöll war seit 2010 Dekan der Philosophischen Fakultät der Universität Greifswald. 2012 wiedergewählt, scheiterte 2014 seine Wiederwahl als Dekan ohne Gegenkandidat.
Am 15. September 2014 wurde Wöll zum neuen Präsidenten der Europa-Universität Viadrina in Frankfurt (Oder) gewählt. Er folgte damit Gunter Pleuger, dessen Amtszeit am 30. September 2014 endete. Die offizielle Ernennung erfolgte am 3. Dezember 2014.
Am 20. Oktober 2017 gab Wöll bekannt, dass er wieder als Wissenschaftler arbeiten möchte, und legte daher das Präsidentenamt zum 1. Januar 2018 nieder. Der bisherige Vizepräsident Stephan Kudert übernahm das Amt ab Januar 2018 geschäftsführend. Als Nachfolgerin an der Spitze der Universität folgte zum 1. Oktober 2018 dann die Politikwissenschaftlerin Julia von Blumenthal.

## Forschung und Lehre
Zu seinen Schwerpunkten gehören der Vergleich der russischen und westeuropäischen Literatur, der tschechische Schriftsteller Jakub Deml im Kontext der Mystik in Mittel- und Osteuropa, Miron Białoszewski und die polnische Lyrik im 20. Jahrhundert sowie tschechische, russische, polnische und bosnisch-kroatisch-serbische Lyrik und Prosa der Jahrhundertwende und der Gegenwart.

## Mitgliedschaften
- Deutsche Assoziation der Ukrainisten, Vorsitzender[6]